# Хшомблиці
Хшомблиці (пол. Chrząblice) — село в Польщі, у гміні Брудзев Турецького повіту Великопольського воєводства.
Населення — 252 особи (2011).
У 1975-1998 роках село належало до Конінського воєводства.

## Демографія
Демографічна структура станом на 31 березня 2011 року:
|          | Загалом | Допрацездатний вік | Працездатний вік | Постпрацездатний вік |
| -------- | ------- | ------------------ | ---------------- | -------------------- |
| Чоловіки | 127     | 33                 | 78               | 16                   |
| Жінки    | 125     | 23                 | 66               | 36                   |
| Разом    | 252     | 56                 | 144              | 52                   |